# East Dunbartonshire
East Dunbartonshire (schottisch-gälisch Siorrachd Dhùn Bhreatainn an Ear) ist eine von 32 Council Areas in Schottland. Sie grenzt an West Dunbartonshire, Glasgow, Stirling und North Lanarkshire. Der Verwaltungsbezirk umfasst Teile der traditionellen Grafschaften Stirlingshire, Dunbartonshire und Lanarkshire.

## Orte
- Bearsden
- Bishopbriggs
- Kirkintilloch
- Lennoxtown
- Lenzie
- Milngavie
- Milton of Campsie
- Torrance
- Twechar

## Sehenswürdigkeiten
- Campsie Fells
- Lennox Castle
- West Highland Way
- Kategorie-A-Bauwerke in East Dunbartonshire

## Politik
Der Council von East Dunbartonshire umfasst 22 Sitze, die sich wie folgt auf die Parteien verteilen:
| Partei                  | Sitze |
| ----------------------- | ----- |
| Scottish National Party | 7     |
| Scottish Conservatives  | 6     |
| Liberal Democrats       | 6     |
| Scottish Labour         | 2     |
| Unabhängig              | 1     |